# Nasri Maalouf
Nasri Maalouf (Nasri Ma’luf, arabisch نصري معلوف; * 11. Februar 1911 in Mashrae, Beirut, Libanon; † 2. April 2005 in Abu Dhabi, Vereinigte Arabische Emirate) war ein libanesischer Politiker, der zu den „Vätern“ des Abkommens von Taif vom 22. Oktober 1989 gehörte, das den 1975 begonnenen libanesischen Bürgerkrieg beendete.

## Leben
Maalouf, ein Angehöriger der melkitischen griechisch-katholischen Kirche, wurde 1951 als Sozialminister erstmals in eine libanesische Regierung berufen. Zwischen 1956 und 1957 war er Finanzminister im fünften Kabinett von Ministerpräsident Sami as-Solh. 1968 war er abermals für einige Zeit Sozialminister.
1968 wurde er erstmals zum Abgeordneten der Nationalversammlung gewählt und gehörte dieser nach seiner Wiederwahl 1972 bis 1992 an, da das Parlament während des von 1975 bis 1990 andauernden Bürgerkrieges nicht gewählt werden konnte. Nach seiner Wahl 1968 wurde er Tourismusminister in der siebten Regierung von Ministerpräsident Abdullah Aref al-Yafi.
Zwischen 1973 und 1974 war Maalouf Verteidigungsminister in der ersten Regierung von Ministerpräsident Takieddin as-Solh.
Maalouf, der für seine moderaten Ansichten innerhalb des komplexen politischen System des Landes bekannt war, gehörte zu den vom Christentum geprägten Abgeordneten, die 1989 nach Ta'if in Saudi-Arabien reisten, um einen von arabischen Staaten unterstützten Friedensvertrag mit den islamischen Abgeordneten auszuhandeln, um den fast fünfzehnjährigen Bürgerkrieg zu beenden. Am 22. Oktober 1989 kam es schließlich zur Unterzeichnung des Abkommens von Taif. Dem libanesischen Ökonomen und Journalisten Marwan Iskandar zufolge hatte Maalouf zusammen mit dem am 14. Februar 2005 ermordeten späteren Ministerpräsidenten Rafiq al-Hariri sowie einem Juristen und einem Linguisten den Entwurf des Abkommens verfasst, bevor es durch Anmerkungen von libanesischen Politikern und Gruppierungen seine definitive Form erhielt.
1992 übernahm er für einige Zeit die Ämter des Justiz- und Außenministers in der zweiten Regierung von Ministerpräsident Rashid as-Solh.
Nach Tod des Abgeordneten Joseph Mukhaizal wurde er 1995 bei einer Nachwahl abermals zum Abgeordneten der Nationalversammlung gewählt und gehörte dieser bis zum Ende der vierjährigen Legislaturperiode 1996 an.